# Levan Abasidze
Levan Abasidze, Levan Abashidze (grúzul: ლევან აბაშიძე) (Tbiliszi, 1963. május 22. – Szuhumi, 1992. szeptember 7. ) grúz színész.

## Életrajza
Tudós, értelmiségi családban nőtt fel Tbilisziben. 1980-ban, közvetlenül a Tbiliszi Klasszikus Gimnázium elvégzése után, a Sota Rusztaveli Színházi Intézetben, a színművészeti karon folytatta tanulmányait. Még másodéves főiskolás hallgatóként részt vett a Tbiliszi Filmszínészek Színháza előadásaiban. Közülük különösen figyelemre méltó volt főszereplőként Thornton Wilder "A mi kis városunk" című darabjában.
1985-ben végzett a Sota Rusztaveli Színházművészeti Intézetben és a Tbiliszi  Filmszínészek Színháza Stúdióban dolgozott.
Filmszínészként Lana Gogoberidze  "Néhány interjú a személyes ügyekről" című filmjében debütált 1978-ban, ahol a főszereplő 14 éves fiát alakította. 1984-ben pedig a főszerepet játszott Giorgi Sengelaja A fiatal zeneszerző utazása című filmjében, amely elnyerte a Berlini Nemzetközi Filmfesztivál egyik fődíját - az "Ezüst Medvét". Azóta a fiatal színész körülbelül két tucat filmben szerepelt, számos érdekes művészi alakítása volt. Közülük érdemes megemlíteni Alekszandr (Szasa) Rehviasvili "Lépés" , Guguli Mgeladze  "Gyökerek", Lana Gogoberidze "Körforgás" és Tato Kotetisvili "Vérszegénység",  című filmjét, amelyért 1988-ban Levan Abasidze megkapta a legjobb színészi alakításnak járó fődíjat a Kijevi Nemzetközi Filmfesztiválon.
A grúz-abház fegyveres konfliktus során halt meg, Zemo Eshera közelében.Tbilisziben, a  Didube Pantheonban nyugszik.
Levan származása szerint II. Erekle (II. Herkules grúz király) leszármazottja volt, – Tekle Batonisvili nemzetségéből.

## Filmográfia
- 1978: "Néhány interjú személyes ügyekről” (Szandro) rendező: Lana Gogoberidze
- 1982: "Nem minden üstökös tűnik el” (Teimuraz) rendező: Devi Abasidze
- 1984: "Scapin cselszövései" rendezők: Giorgi (Tite) Kalatozisvili, Miheil Kalatozisvili
- 1984: „A fiatal zeneszerző utazása” (Nyikusa Csacsanidze,) rendező. Giorgi Sengelaja
- 1986: "Naplóbejegyzés" rendező: Levan Erisztavi
- 1986: "Lépés" (Mito) rendező: Alekszandr (Szasa) Rehviasvili
- 1986: "Körforgás" (Badri) rendező: Lana Gogoberidze
- 1987: "A vendég" (fiatal férfi) rendező: Alekszandr Kajdanovszkij
- 1987: "Gyökerek" (unoka) rendező. Karaman (Guguli) Mgeladze
- 1987: "Vérszegénység" (Nika) rendező. Vahtang Kotetisvili
- 1990: "A végzetes lövés" rendező: Otar Koberidze
- 1990: "Zvarak" rendező: Geno Csiradze
- 1993: "Hűséges" rendező: Giorgi Levaszov-Tumanisvili
- 1993: "Nem, barátom" rendező: Gio Mgeladze
- 1993: "Bravo, Giordano Bruno!" (főszerep) rendező:. Ilia Csacsanidze
- 1997: ""Halványlila!" rendező: Ilia Csacsanidze

## Fordítás
Ez a szócikk részben vagy egészben  a(z)   ლევან აბაშიძე című grúz Wikipédia-szócikk fordításán alapul.  Az eredeti cikk szerkesztőit annak laptörténete sorolja fel. Ez a jelzés csupán a megfogalmazás eredetét és a szerzői jogokat jelzi, nem szolgál a cikkben szereplő információk forrásmegjelöléseként.